# محور بصري

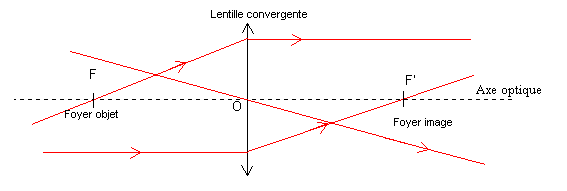
مخطط بصري لعدسة مع محورها البصري مبين بخط منقط.

المحور البصري لنظام بصري، أو المحور الرئيسي، هو خط تخيلي حيث يمر خط التناظر لدوران النظام.

## تعريف
مفهوم المحور البصري لا يكون له معنى سوى في نظام يُسمى "مركزي"، معنى ذلك حيث تكون كل العناصر المختلفة في تناظر دوراني، حتى وإن لم تكن كروية. كذلك إذا ما كانت عدسة لا كروية بتناظر دوراني ليست خارج المحور، يمكننا أن نعتبر النظام دوراني والمحور البصري موجود.

في المرايا نحدّد أغلب الوقت المحور البصري كمستقيم يربط قمة المرآة بمركز انحنائها. شعاع يمر من المركز والقمة سوف ينعكس إلى المركز. في تلك الأثناء التناظر الدوراني محفوظ، ومن الممكن التكلم عن محور بصري لنظام مرآتي، أو انكساري، أو انكساري-مرآتي. ومن الممكن تحليل نظام خارج المحور يحوي انعكاسات باعتبار «النظام ممدوداً» مكافئاً جاعلاً النظام دورانيّاً.

وبكل بساطة، المحور البصري هو المحور الذي يحوي كل مراكز الانحناءات لسطوح مكونات النظام.